# Jürgen Rosenthal
Jürgen Rosenthal   (Rosengarten, 28 de juliol de 1949) és un bateria alemany de Rock. Va ser membre del grup Dawn Road de Uli Jon Roth, però va ser també membre de Scorpions, amb en Roth i en Francis Buchholz, quan Dawn Road va annexar la formació amb Klaus Meine i Rudolf Schenker. En Rossenthal apareix a Fly to the Rainbow abans de marxar. Però apareix després a Eloy, i escriu les lletres de les cançons de l'àlbum de 1977 anomenat Ocean. Després de diversos projectes musicals sense èxit en la dècada dels vuitanta actualment està allunyat del món de la música.

## Biografia
Des de molt petit va aprendre a tocar el violí, però als quinze anys va obtenir la seva primera bateria que va aprendre de forma autodidacta i que es va convertir fins al dia d'avui en el seu instrument favorit. Dos anys després va fundar la seva primera banda anomenada The Generations, però és el 1968 que va crear la seva primera agrupació professional al costat de Klaus-Peter Matziol i que es va denominar Morrison Gulf. A finals de la dècada dels seixanta, Morrison Gulf es va separar tan bon punt Matziol es va unir a Eloy, però al cap de poc temps va conèixer al guitarrista Uli Jon Roth i al baix Francis Buchholz, amb qui en companyia del teclista Achim Kirschning van fundar Dawn Road.
El 1973 Dawn Road es va fusionar amb els membres de Scorpions Rudolf Schenker i Klaus Meine, i al seu costat va participar en l'àlbum Fly to the Rainbow de 1974. Després d'acabar la gira corresponent del disc va ser cridat a realitzar el servei militar, per la qual cosa va haver de sortir de la banda. Posteriorment i quan va retornar del seu servei va voler tornar a Scorpions, però els músics Frank Bornemann i Klaus-Peter Matziol el van convèncer que s'unís a Eloy. En la banda de rock progressiu va descobrir el seu talent com a lletrista, escrivint gran part de les líriques de les cançons dels discos Dawn, Ocean i de Silent Criïs and Mighty Echoes. El 1979 la banda es va separar i ell amb del seu company a Eloy, Detlev Schmidtchen, van fundar el projecte Ego on the Rocks que va tenir un sol àlbum anomenat Acid in Wounderland el 1981. El 1988 va tenir la seva última aparició en l'escena musical amb la banda Tiro Park.

## Discografia
- Scorpions - Fly to the Rainbow (1974)
- Eloy - Dawn (1976)
- Eloy - Ocean (1977)
- Eloy - Live (1978)
- Eloy - Silent Cries and Mighty Echoes (1979)
- Ego on the Rocks - Acid in Wounderland (1981)
- Echo Park - Echo Park (1988)